# Goggia hewitti
Espèce
Statut de conservation UICN

 LC  : Préoccupation mineure
Synonymes
- Phyllodactylus hewitti Branch, Bauer & Good, 1995

Goggia hewitti est une espèce de geckos de la famille des Gekkonidae.

## Répartition
Cette espèce est endémique du Cap-Occidental en Afrique du Sud. Elle se rencontre dans la ceinture plissée du Cap.

## Description
Ce gecko est insectivore.

## Étymologie
Cette espèce est nommée en l'honneur de l'herpétologiste sud-africain John Hewitt (1880-1961).

## Publication originale
- Branch, Bauer & Good, 1995 : Species limits in the Phyllodactylus lineatus complex (Reptilia: Gekkonidae), with the elevation of two taxa to specific status and the description of two new species. Journal of the Herpetological Association of Africa, Stellenbosch, vol. 44, n. 2, p. 33-54.